# 로보트 태권브이 (영화 시리즈)
《로보트 태권브이》는 서울동화프로덕션의 시리즈 영화로, 《로보트 태권브이》로 시작하여 《로보트 태권 브이 90》까지 나왔다.

## 시리즈 목록
- 《로보트 태권 브이》(1976년)
- 《로보트 태권 브이 제2탄 우주작전》(1977년)
- 《로보트 태권 브이 제3탄 수중특공대》(1977년)
- 《로보트 태권 V와 황금날개의 대결》(1978년)
- 《날아라! 우주전함 거북선》(1979년)
- 《슈퍼 태권 V》(1982년)
- 《84 태권브이》(1984년)
- 《로보트군단과 메카3》(1986년)
- 《로보트 태권V 90》(1990년)

## 같이 보기
- 우뢰매
- 슈퍼 홍길동